# Großer Preis von Jersey

Streckenplan

Der Große Preis von Jersey sollte ab der Formel-1-Saison 2013 als Rennen der Formel-1-Weltmeisterschaft in New Jersey, Vereinigte Staaten, ausgetragen werden, wurde dann im November 2012 wieder aus dem Kalender gestrichen und auf die Saison 2014 verschoben, für die er vorbehaltlich der Streckenabnahme in den Kalender aufgenommen wurde. Aufgrund von weiter andauernden finanziellen Schwierigkeiten der Veranstalter wurde der Große Preis von Jersey jedoch 2014 und 2015 nicht in den endgültigen Rennkalender aufgenommen.
Das Rennen sollte auf einer 5,15 Kilometer langen, temporären Rennstrecke in Weehawken und West New York, New Jersey am Hudson River stattfinden, wobei die Streckenführung von Hermann Tilke geplant wurde.